# Peugeot DMA
Der Peugeot DMA war ein Kleintransporter, den Peugeot zwischen 1941 und 1948 produzierte. Es war das erste Nutzfahrzeug von Peugeot in Frontlenkerbauweise, in dem der Fahrer direkt an der Vorderseite saß. Mit dieser durch den 1939 erschienenen Citroën TUB inspirierten Auslegung war der DMA Pionier in der Fahrzeugklasse bei der Maximierung der Ladefläche, Länge und Sicht des Fahrers auf die Straße. Jedoch musste der Fahrer den lauten Motor in der Fahrerkabine hinnehmen, obwohl der DMA Hinterradantrieb hatte und damit nicht die niedrige ebene Ladefläche des Citroën TUB mit Frontantrieb bieten konnte.
Während der ersten Jahre des DMA war Frankreich von der deutschen Wehrmacht besetzt. Viele der produzierten 11.045 DMA wurden von der deutschen Wehrmacht eingesetzt. In der unmittelbaren Nachkriegszeit, als die finanziellen Mittel für neue Modelle beschränkt blieben, wurden die Lastwagen zumeist für kommunale Auftraggeber und Feuerwehren hergestellt.
Der DMA wurde vom Vierzylinder-2142-cm³-Ottomotor mit hängenden Ventilen aus dem Peugeot 402 angetrieben, der auch als Holzgasmotor betrieben werden konnte. Die Leistung im Benzinbetrieb betrug 50 PS (37 kW), bei einer Höchstgeschwindigkeit von 70 km/h, und im Gasbetrieb 34 PS. Der DMA wurde auch mit hinteren Zwillingsreifen gebaut, wodurch eine für die damalige Zeit beeindruckende maximale Nutzlast von 2000 kg möglich wurde.
Ab September 1946 gab es auch eine DMAH-Version mit hydraulischen Bremsen. 1948 stellte Peugeot eine minimal überarbeitete Version als Q3A vor, die aber nur bis 1950 gebaut wurde. Danach ersetzte der Peugeot D3 die Baureihe, der bis dahin bereits von einem Peugeot-Motor angetrieben und von Chenard & Walcker gebaut wurde. Chenard & Walcker war in Geldnöte gekommen und verkaufte seine Fahrzeugproduktion an Peugeot.